# Karel van Eerd

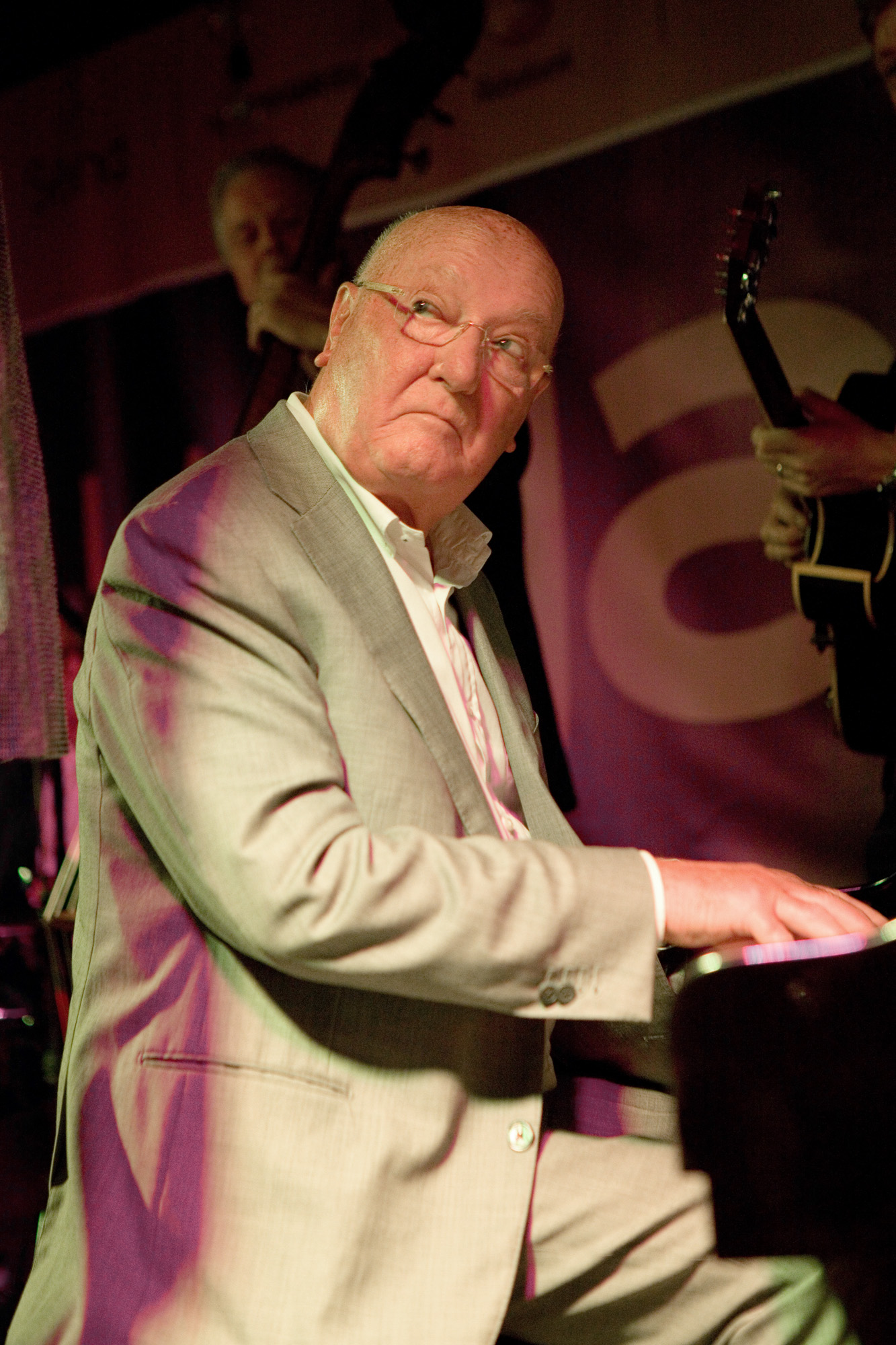
Karel van Eerd

Karel van Eerd (* 8. April 1938 in Veghel, Niederlande; † 15. Dezember 2022 ebendort) war ein niederländischer Unternehmer.

## Leben und Wirken
Karel van Eerd stammte aus einer Kaufmannsfamilie, die 1921 das Großhandelsunternehmen Groothandel van Eerd in Veghel gegründet hatte. Nachdem sein Vater die Firma nicht mehr leiten konnte, übernahm van Eerd mit 19 Jahren das Unternehmen. In den 1970er Jahren übernahm er dann die Kette A&O Tilburg. 1983 wandelte er das Unternehmen in die Handelskette Jumbo um.
Dann wurde das Unternehmen in der niederländischen Einzelhandelsbranche immer bedeutender, es folgen später unter seiner Ägide die Übernahmen der Konkurrenten C1000, Kommar und Super de Boer. Außerdem erhielt das Unternehmen während seiner Leitung ein königliches Prädikat.
2009 übergab der dreifache Vater das operative Tagesgeschäft seinem Sohn, blieb aber bis zu seinem Tod Vorsitzender des Aufsichtsrates.
Heute ist Jumbo die 2. bedeutendste Einzelhandelskette der Niederlande nach Albert Heijn mit einem Milliardenwert und über 700 Filialen in den Niederlanden und Belgien.
Karel van Eerd starb am 15. Dezember 2022 im Alter von 84 Jahren in Veghel.